# Respetable Logia Manuel Iradier
La logia masónica bajo el título distintivo de «Manuel Iradier» n.º 26, perteneciente a la obediencia de la Gran Logia Simbólica Española/Gran Oriente Español Unido, levantó columnas a mediados del año 1993 en la ciudad de Vitoria, bajo el Rito Escocés Antiguo y Aceptado.

## Comienzos
El 18 de abril de 1993, la Gran Logia Simbólica Española otorgó la Carta Patente de la nueva logia creada por miembros provenientes de la Masonería Regular, concretamente de la Respetable Logia Tolerancia de Bilbao, con la finalidad de emprender un proyecto nuevo en Vitoria dentro de la Masonería adogmática. 
Sus fundadores, entre ellos Javier Otaola Bajeneta, decidieron que el primer Templo de la recién creada logia debía ser un viejo caserío ubicado en Respaldiza, Álava. Allí, bajo el auxilio de miembros de logias de Valladolid, Madrid y de Bayona (Francia), comenzaron las primeras Tenidas y las primeras iniciaciones de los nuevos masones continuadores de aquellos que desaparecieron a causa de la guerra civil española. 
Al cabo de dos años, se decide trasladar la logia al centro de Vitoria, en un sótano que fue sometido a varios cambios estructurales a fin de darle el aspecto apropiado para los trabajos masónicos.

## Admisión de mujeres
Al principio se constituyó como una logia masculina, y así lo fue durante el primer año de andadura. No obstante, admitía habitualmente la visita de una miembro de la Respetable Logia Gran Atanor de Madrid, quien llegó a ostentar una doble afiliación con la Logia Manuel Iradier. 
A principios de 1994, se planteó por primera vez la posibilidad de admitir a la mujer como miembro en virtud de una solicitud. Tras varias deliberaciones, se votó y el resultado permitió el cambio de estatutos para poder admitir a la mujer en el seno de la Logia. Así, el 23 de abril de 1994 fue iniciada la primera mujer masona del País Vasco en toda su historia. Primera mujer, y con el tiempo primera Maestra y primera Venerable Maestra de la Masonería en el País Vasco. 

## La actual logia
Después de seis años en el primer emplazamiento de la ciudad de Vitoria, y en razón del aumento en el número de miembros, se planteó la posibilidad de adquirir un local propio más grande y adecuado. Durante la primavera y el verano de 2001, se llevó a cabo el diseño y la construcción del nuevo Templo. Finalmente el 29 de septiembre de 2001 se inauguró la nueva logia, dedicando en nombre de su Templo principal al francmasón francés Jean Cruzet, en homenaje a sus aportes a la joven logia. La ceremonia de inauguración desbordó todas las expectativas. Alrededor de 110 francmasones, entre los que se encontraba la entonces Serenísima Gran Maestra de la Gran Logia Simbólica Española, Ascensión Tejerina, acompañada de varias dignidades de la Obediencia y representantes de 31 logias distintas correspondientes a 12 Potencias Masónicas diferentes de España, Francia, Bélgica, Portugal y Cuba. 

## Las nuevas logias en el País Vasco
Dos meses después de la inauguración del nuevo emplazamiento de la Logia Manuel Iradier, en noviembre de 2001, los miembros residentes en San Sebastián, Guipúzcoa, decidieron fundar la primera logia “hija” de la Manuel Iradier: la Respetable Logia Altuna. Posteriormente, en febrero de 2005, se funda la segunda “hija” de la Logia Manuel Iradier, esta vez en Bilbao, Vizcaya, bajo el título distintivo de Respetable Logia Luz del Norte.

## Enlaces
Respetable Logia Manuel Iradier (enlace roto disponible en Internet Archive; véase el historial, la primera versión y la última).
Gran Logia Simbólica Española
- Datos: Q9068290